# Stergusa aurichalcea
Stergusa aurichalcea är en spindelart som beskrevs av Simon 1902. Stergusa aurichalcea ingår i släktet Stergusa och familjen hoppspindlar. Inga underarter finns listade i Catalogue of Life.